# Transylvanie austro-hongroise
1867–1918
(51 ans)
Entités précédentes :
- Empire d'Autriche

Entités suivantes :
- Roumanie

La Transylvanie (en roumain Transilvania, en hongrois Erdély et en allemand Siebenbürgen) austro-hongroise est l’ancienne région située au cœur de la Transylvanie actuelle, sous domination de l’Autriche-Hongrie, en tant que pays de la Couronne de Saint-Étienne de 1867 à 1918. Avant 1867, on ne peut pas parler de « Transylvanie austro-hongroise » puisque l’Autriche-Hongrie n’existait pas encore : on peut en revanche parler d’une « Transylvanie autrichienne » (depuis 1690) et/ou d’une « Principauté de Transylvanie » (jusqu’en 1711), d’un « Grand-duché de Transylvanie » (1711-1775) et d’une « Grande-principauté de Transylvanie » (1775-1867), partie de l’empire des Habsbourg (jusqu’en 1804) devenu l’empire d'Autriche (1804-1918).

## Les Habsbourg en Transylvanie

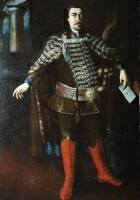
Le comte Johann Haller, gouverneur de Transylvanie de 1734 à 1755.

Les Habsbourg règnent en Transylvanie de 1690 à 1918 : le compromis dualiste de 1867 ne met pas fin à leur souveraineté sur la Transylvanie, mais la prolonge jusqu’en 1918 en tant que rois de Hongrie. C’est durant les années  1688-1690 que la région passe sous le contrôle des Habsbourg qui viennent de reconquérir le bassin du moyen-Danube après 150 ans d’occupation ottomane de la Hongrie centrale, période pendant laquelle la Transylvanie avait été une principauté chrétienne vassale de la Sublime Porte. Cette principauté où coexistaient des catholiques romains, des protestants calvinistes ou luthériens, et des orthodoxes, était gouvernée par la noblesse hongroise et possédait une partie du royaume hongrois proprement dit : c’est pourquoi les historiens hongrois modernes préfèrent l’appeler « royaume de Hongrie orientale ». L’empereur Habsbourg s’engage à reconnaître l’autonomie transylvaine (Diploma Leopoldinum) mais en 1711 il remplace le voïvode, jusque-là élu par la Diète transylvaine, par un gouverneur, et la diète elle-même par un Conseil (Gubernium), chargé de le représenter personnellement dans ce qui devient, peu à peu, une simple province de son empire. L’église catholique reprend une place importante et une partie des orthodoxes acceptent de reconnaître l’autorité du pape (Église uniate de Transylvanie).
Confrontés à la renaissance culturelle roumaine, les Habsbourg, dans l’esprit des « Lumières », tentent des réformes de modernisation et de centralisation, qui passent par une remise en cause des privilèges de l’« Union des Trois Nations » regroupant les aristocrates hongrois, les Sicules et les Saxons. Les comtés (megye) hongrois et les sièges (Königsboden/Királyföldek) saxons hérités du Moyen Âge sont remplacés en 1711 par dix districts (Bezirke) : Bistritz-Nösnerland (Beszterce-Naszód, Bistrița-Năsăud), Broos (Szászváros, Orăștie), Dees (Burglos, Desch, Dés, Dej), Hermannstadt (Nagyszeben, Sibiu), Kronstadt (Brassó, Brașov), Karlsburg (Gyulafehérvár, Alba Iulia), Klausenburg (Kolozsvár, Cluj), Neumarkt (Marosvásárhely, Târgu Mureș), Szeklersland (Székelyföld, Ținutul Secuiesc) et Schomlenland (Somlyó, Șimleu). 

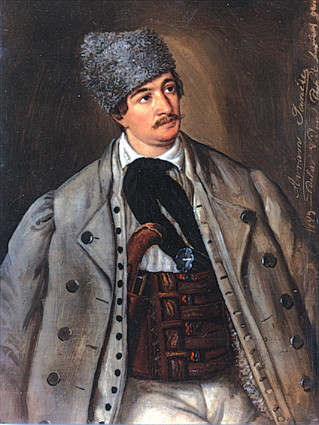
Le révolutionnaire roumain Avram Iancu en 1849.

C’est à cette époque que commencent à se développer les identités modernes, notamment parmi les élites uniates de langue roumaine, qui souffrent de n’avoir aucune participation au pouvoir (cf. argumentaire de l’évêque uniate roumain Micu-Klein au milieu du XVIIIe siècle). À la fin du XVIIIe siècle les penseurs de l’École transylvaine (Şcoala Ardeleană) réclament la restauration du statut de « Quatrième nation » pour les « Valaques » de Transylvanie (Supplex Libellus Valachorum (ro), 1791-1792), statut qu’ils avaient perdu en 1438 à la suite de l’échec de la Révolte de Bobâlna, à la constitution de l’« Union des Trois Nations » et à la dissolution de l’« Universitas Valachorum ».
Joseph II, entre 1781 et 1787, tente toute une série de réformes audacieuses (suppression du servage, démantèlement des institutions médiévales), imposées autoritairement et unilatéralement. Abolies en 1790, elles sont l’une des sources de la prise de conscience nationale hongroise en Transylvanie, noble mais aussi bourgeoise, qui commence à réclamer l’union (Unió) afin de former une Hongrie centralisée. Les Sicules, de langue hongroise, s’identifient eux aussi de plus en plus à une « cause nationale », qui n’est pas sans inspiration du côté des jacobins français. L’Unió n’est pas, comme l’écrivent les nationalistes modernes, une « réunion », car la Transylvanie n’avait pas été « détachée » de la Hongrie : elle avait été un État vassal du royaume hongrois médiéval, puis avait incarné la continuité hongroise durant la période ottomane, pour retrouver, sous les Habsbourg, son statut d’État vassal de la Couronne de saint Étienne dans l’ordre hiérarchique de l’empire d'Autriche : la Hongrie n’avait donc pas à être « reconstituée » mais seulement à être « uniformisée » (centralisée).
À partir de cette époque, la Transylvanie va peu à peu devenir l’enjeu des revendications nationales, qui n’ont toujours pas cessé au début du XXIe siècle. En 1848, le nationalisme romantique du « Printemps des Peuples » qui lutte pour la liberté et la démocratie contre les tyrans souverains, révèle vite ses limites et ses naïvetés en Europe centrale et particulièrement en Transylvanie. La révolution triomphe à Budapest et s’empresse de proclamer le rattachement de la Transylvanie à la « mère-patrie » hongroise et la suppression de la diète locale, jugée archaïque.
Les mouvements nationaux roumain, transylvain et saxon ne l’entendent pas de cette oreille. Les Saxons regardent, de plus en plus, vers l’Allemagne qui cherche à Francfort les voies de son unification. Quant aux Roumains, ils construisent une identité enracinée dans le passé romain de la province (grande assemblée de Blaj du 15 mai 1848), sur le modèle de la renaissance culturelle grecque. Les tentatives de conciliation de Nicolae Bălcescu (qui était allé voir Kossuth à Budapest) échouent : les troupes révolutionnaires hongroises répriment les révolutionnaires roumains de l’avocat Avram Iancu qui revendiquaient l’abolition du servage (condition de la majeure partie de la population valaque en Transylvanie) et le rétablissement de l’autonomie transylvaine, et qui deviennent dès lors des alliés objectifs de la réaction impériale, laquelle anéantit la Hongrie révolutionnaire en 1849 (cf. martyre des treize généraux à Arad le 6 octobre 1849). Pour les révolutionnaires hongrois, les Roumains ont trahi la révolution et inversement. L’empereur François-Joseph gagne la partie sans même avoir eu à diviser lui-même, puisque les divisions se sont creusées d’elles-mêmes en raison du centralisme hongrois et du fédéralisme roumain. En visite en Transylvanie après la défaite révolutionnaire, l’Empereur convoque Avram Iancu pour le féliciter de sa fidélité, mais Iancu lui jette un gant à la figure et ne doit la vie sauve qu’au statut de « dément » qu’il acquiert à cette occasion. Il est radié du barreau et choisit de devenir berger, parcourant les campagnes en jouant des airs révolutionnaires à la flûte de Pan. 
Suit une courte période de transition, dite du « néo-absolutisme autrichien » : la Transylvanie ne disparaît pas, sa Diète est rétablie, mais se trouve paralysée dans un système impérial répressif et bureaucratique qui n’en poursuit pas moins des réformes réclamées par les révolutionnaires roumains : fin du servage, assouplissement des codes juridiques, abolition des lois issues de l’« Union des Trois Nations ». Subissant plusieurs graves défaites en Italie, puis à Sadowa, l’empereur autrichien François-Joseph doit faire des concessions dans les années 1860. Une diète transylvaine se réunit à Sibiu (Hermannstadt/Nagy Szeben), où pour la première fois, les Roumains sont représentés. Elle vote l’utilisation à égalité des trois langues, roumaine, hongroise et allemande dans l’administration (1863-1864). Néanmoins, après la défaite de Sadowa, l’empereur choisit de ne faire reposer l’équilibre de l’Empire que sur un pacte avec les seuls Hongrois : c’est le compromis austro-hongrois de 1867 (Ausgleich) qui fonde l’Autriche-Hongrie.

## En Autriche-Hongrie, dans l’État hongrois (1867-1918)

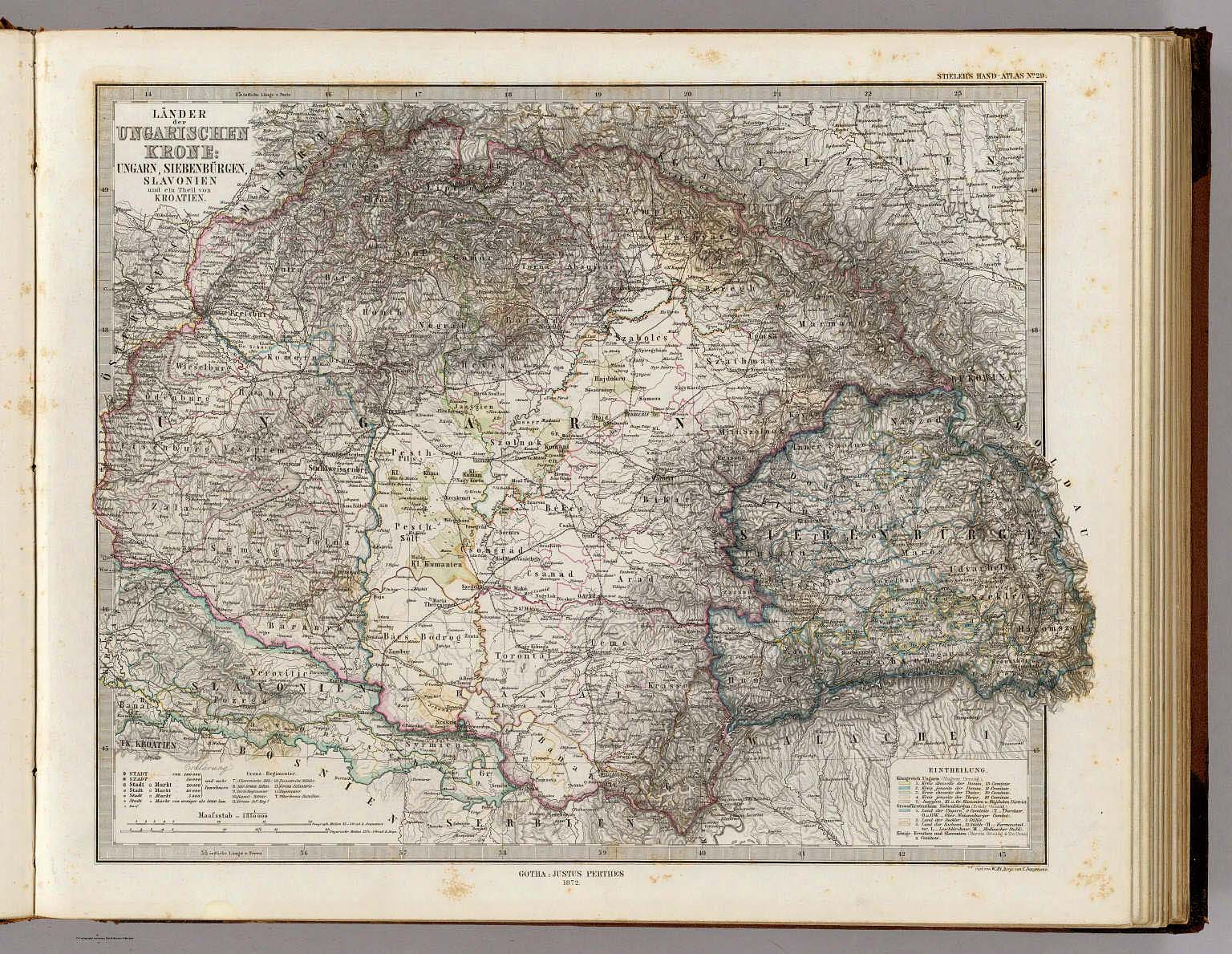
En bleu-vert, la Transylvanie au sein des Pays de la Couronne de Saint-Étienne en 1872.

Après 1867, les Hongrois réorganisent à leur convenance les pays de la Couronne de Saint-Étienne : dans les frontières de la « Hongrie médiévale », ils établissent un système jacobin de 64 « comitats » (megyek) uniformes (1876). La Transylvanie avec ses dix Bezirke créés en 1711 disparaît définitivement des cartes administratives. La diète de Szeben (Sibiu / Hermannstadt), renvoyée par l’empereur dès 1865, est remplacée par une diète à Kolozsvár (Cluj) qui s’auto-dissout (1868). Le Parlement siège désormais à Budapest. Après une première période plutôt conciliatrice (loi Eötvös sur les nationalités de 1868), le gouvernement hongrois mène en Transylvanie une politique de magyarisation de plus en plus poussée et agressive, qui culmine en 1907 avec la loi scolaire Apponyi. Dans une province constituée, à l’époque, d’environ 55 % de Roumains, 10 % de Saxons et 35 % de Hongrois, cette politique, loin d’aboutir, renforce les manifestations identitaires tant roumaines que saxonnes. Les associations nationales de tout type (sport, arts, culture, banque) se multiplient, comme partout en Europe centrale (ou en Irlande). 

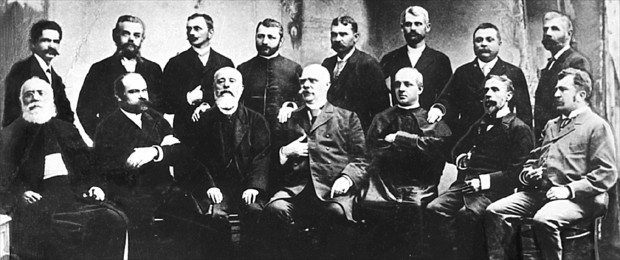
Les auteurs du Memorandum en 1894, à l’occasion d’un procès intenté contre eux pour « trahison » par l’État hongrois (procès du Memorandum).

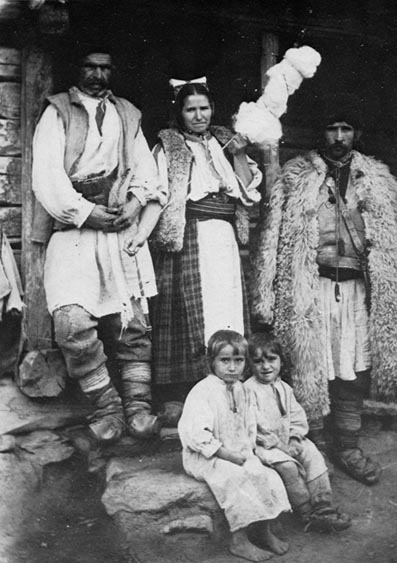
Famille valaque de Meria en Transylvanie austro-hongroise, 1911.

Côté roumain, après une période de boycott dite de « résistance passive » (1867-1902), une élite politique déterminée se forme au début du XXe siècle (Iuliu Maniu, Vaida-Voevod) qui oblige le gouvernement hongrois d’István Tisza à négocier à deux reprises en 1910 et en 1913-1914. En outre, l’unification de la Valachie et de la Moldavie en un seul État de Roumanie (autonome en 1859, indépendant en 1878), est un message fort pour les Roumains transylvains même si l’on ne peut parler de véritable irrédentisme. Quant aux Saxons qui ont perdu leurs privilèges en 1876, ils choisissent majoritairement la voie du compromis avec Budapest (1890) mais, forts de leur avance économique et sociale, ils développent des stratégies de résistance à la magyarisation et, déçus par Vienne, regardent de plus en plus vers Berlin où ils envoient leurs jeunes faire leurs études universitaires.
Pendant la Grande Guerre, la Transylvanie va devenir l’objet des tractations et des convoitises entre puissances. Dans les mouvements nationalistes de Roumanie, depuis les années 1880-1890, la revendication du rattachement de la Transylvanie, volontiers qualifiée de « troisième province roumaine » (avec la Valachie et la Moldavie), est devenue un leitmotiv, l’équivalent roumain de la « ligne bleue des Vosges » (on parle ici de « ligne blanche des Carpates »). Mais, au début de la Première Guerre mondiale, le réalisme politique prime, et l’opinion largement francophile du jeune royaume roumain, allié à la Triplice et gouverné par un roi Hohenzollern, ne peut guère laisser libre cours à de telles espérances : la Roumanie reste prudemment neutre, négociant avec les deux camps. Son opinion pousse néanmoins le gouvernement de Ion I. C. Brătianu à une alliance avec la France et la Russie contre l’Autriche-Hongrie, pour libérer les « frères transylvains opprimés », qui aboutit au Traité de Bucarest.
Le 27 août 1916, la Roumanie déclare la guerre aux Puissances centrales et les troupes roumaines entrent en Transylvanie, mais après quelques semaines de combat et quelques éphémères victoires (prise de Brașov/Brassó/Kronstadt), elles sont repoussées au-delà des cols des Carpates, la Roumanie est envahie par les Austro-Hongrois et les Allemands et est finalement contrainte de signer la paix en mai 1918.
En Transylvanie, de nouvelles associations ultra-nationalistes hongroises font la chasse aux Roumains « traîtres », tandis que le gouvernement de Budapest pratique une politique de colonisation rurale anti-roumaine. Certains dirigeants et militants roumains transylvains passent clandestinement dans la petite partie de la Roumanie restée non occupée par les Puissances centrales, où ils forment une « Légion de volontaires transylvains » incorporée dans l’armée roumaine (juin 1917).

## La fin et son exégèse
À l’automne 1918, quand l’Autriche-Hongrie s’effondre, les Roumains de Transylvanie proclament l’Union de la Transylvanie à la Roumanie à l’assemblée d’Alba Iulia, le 1er décembre 1918 (actuellement fête nationale de la Roumanie). Les minorités saxonne et hongroise ne sont guère enthousiastes, mais les Transylvains roumains leur donnent des garanties pour le respect de leurs droits. Le laps de temps allant de l’union de facto du 1er décembre 1918 au traité de Trianon qui l’entérine de jure en 1920, est présenté de manière différente selon les auteurs :
- Pour l’historiographie nationaliste hongroise et, à sa suite, internationale, toute cette période est une guerre nationale et territoriale d’une durée de deux ans et demi (1918-1920) entre la Hongrie et la Roumanie, ayant pour enjeu l’appartenance de la Transylvanie à la « Grande Hongrie » ou à la « Grande Roumanie », et entre le 1er décembre 1918 et le traité de Trianon, la Transylvanie est un « territoire hongrois sous occupation militaire roumaine » : c’est le point de vue adopté dans nombre de textes anglais et allemands entre autres[4].
- Pour l’historiographie roumaine, puisqu’il n’y a eu d’opérations militaires qu’entre avril et août 1919, la guerre ne s’inscrit qu’entre ces deux dates et ce n’est pas une guerre entre nations, mais une guerre de coalition antibolchévique (France[5], Serbo-Croates[6], Roumains[7], Tchécoslovaques[8] et même forces conservatrices hongroises du gouvernement de Gyula Peidl et de Miklós Horthy) contre le gouvernement bolchévik hongrois de Béla Kun, qui est vaincu. Pour ces auteurs, le laps de temps entre le 1er décembre 1918 et le traité de Trianon est, en Transylvanie, une « période de collaboration hungaro-roumaine » puisque ce territoire a été conjointement administré par le « Conseil national des Roumains de Transylvanie, Banat, Crișana et Maramureș » (Consiliul Dirigint), le gouvernement hongrois d'Oszkár Jászi (en) et l’état-major du général roumain Alexandru Averescu[9],[10],[11],[12].

La noblesse hongroise, affolée par l'avènement de la république bolchevique, offrit même la couronne hongroise à Ferdinand Ier, roi de Roumanie de la dynastie Hohenzollern, préférant une union personnelle entre la Grande Hongrie et la Roumanie dans leurs frontières de 1914, plutôt qu'un rattachement pur et simple à la Roumanie des territoires austro-hongrois à majorité roumanophone (tel qu'il sera finalement consacré en 1920 par le traité de Trianon),.